# Associatie van borstelbies en moerasmuur
De associatie van borstelbies en moerasmuur (Isolepido-Stellarietum uliginosae) is een associatie uit het dwergbiezen-verbond (Nanocyperion). Het is een plantengemeenschap die kenmerkend is voor door de mens beïnvloede, vochtige standplaatsen, vooral bestaande uit eenjarige pionierssoorten, maar met een in verhouding groot aandeel van overblijvende planten.

## Naamgeving en codering
| Isolepido setaceae-Stellarietum uliginosae (W.Koch 1926) Moor. 1936 |
| Stellario-Scirpetum setacei Moor 1936 in Oberd. 1957                |

- Syntaxoncode voor Nederland (rVvN): r29Aa02
- Natura2000-habitattypecode (EU-code): H3130-5
- Corine biotope: 22.32

De wetenschappelijke naam Isolepido-Stellarietum uliginosae is afgeleid van de botanische namen van twee veel voorkomende soorten binnen de associatie, de kensoort borstelbies (Isolepis setacea) en de moerasmuur (Stellaria uliginosa).

## Fysiognomie
De associatie van borstelbies en moerasmuur wordt gekenmerkt door een zeer open, laagblijvende vegetatiestructuur met volledige afwezigheid van de boom- en de struiklaag.
In de kruidlaag zijn laagblijvende, eenjarige planten (therofyten) als de moerasdroogbloem bepalend, maar in tegenstelling tot de andere associaties van het verbond is er naar verhouding een hoog aandeel van overblijvende planten.
De moslaag is beperkt in belang en in soortendiversiteit, met overwegend kortlevende mossen met een korte levenscyclus.

## Ecologie
Deze plantengemeenschap kenmerkend voor open, vochtige, halfnatuurlijke tot kunstmatige standplaatsen, zoals oevers van sloten, veedrinkpoelen, bospaden, regelmatig overstroomde en zandige oevers en zandbanken van laaglandbeken.
De gemeenschap kan wel wat schaduw verdragen, meer dan de andere associaties binnen het verbond. Ze vraagt een meso-oligotrofe tot mesotrofe bodem.

## Verspreiding
Het verspreidingsgebied van de associatie van borstelbies en moerasmuur omvat atlantisch- tot Centraal-Europa, oostelijk tot Kroatië en Bohemen, noordelijk tot Zuid-Zweden.
In Nederland is deze associatie vrij zeldzaam en beperkt tot de Pleistocene districten (Drents, Gelders, Kempens, Subcentreuroop en Vlaams district) en hier en daar in het kustgebied.

## Diagnostische taxa voor Nederland en Vlaanderen
De associatie heeft in Nederland en Vlaanderen slechts borstelbies als (dominante) kensoort, en mogelijk de twee mossen rood knikmos en vals kortsteeltje. Ze onderscheidt zich van de andere associaties binnen het verbond door de aanwezigheid van moerasmuur, pinksterbloem en waterpeper. Verder komen er een aantal soorten voor van natte standplaatsen, zoals zomprus, getande weegbree, moeraswalstro en pitrus, en van vochtige graslanden (geknikte vossenstaart en moerasrolklaver).
De belangrijkste ken- en begeleidende soorten zijn:

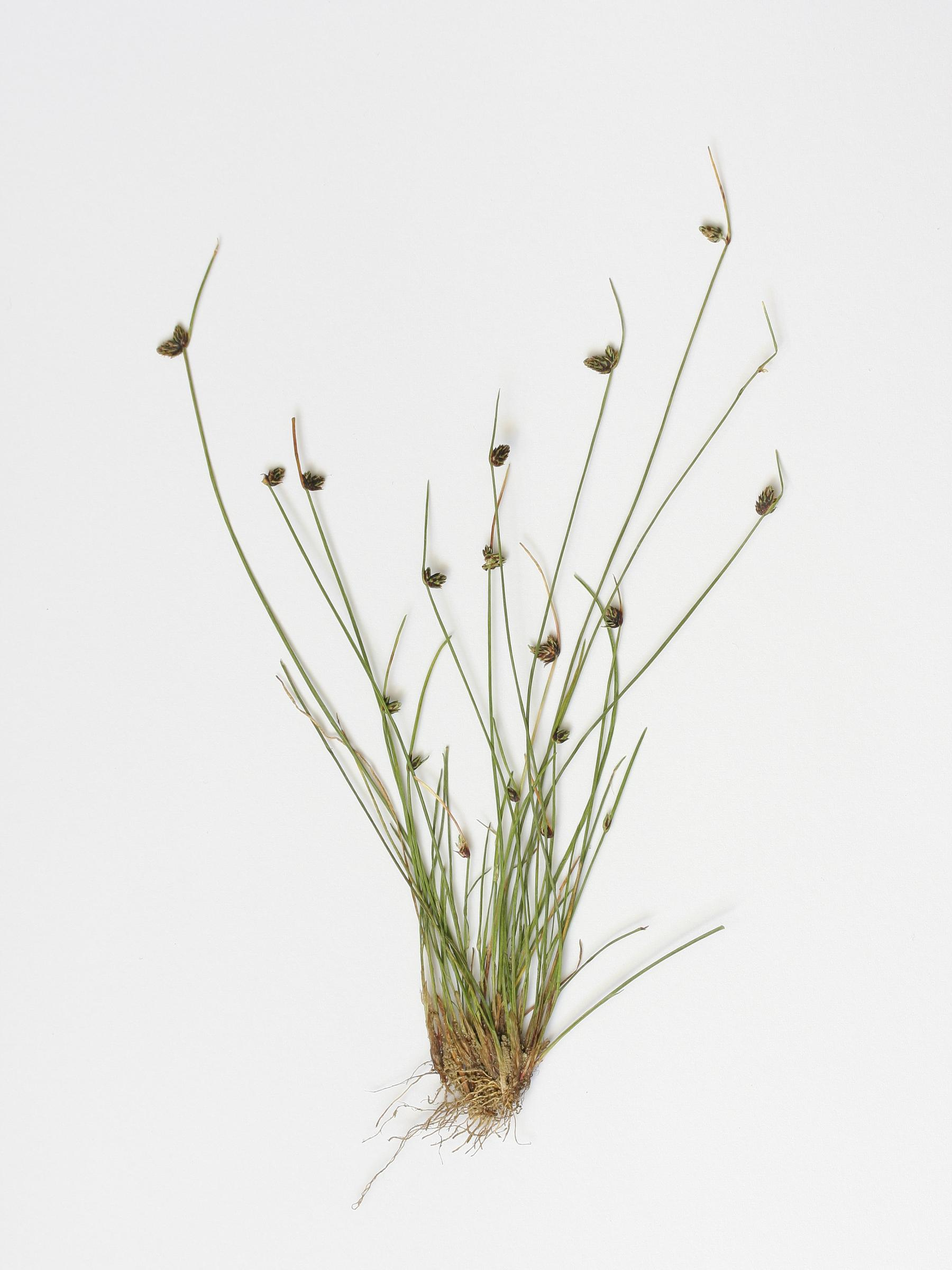
Borstelbies

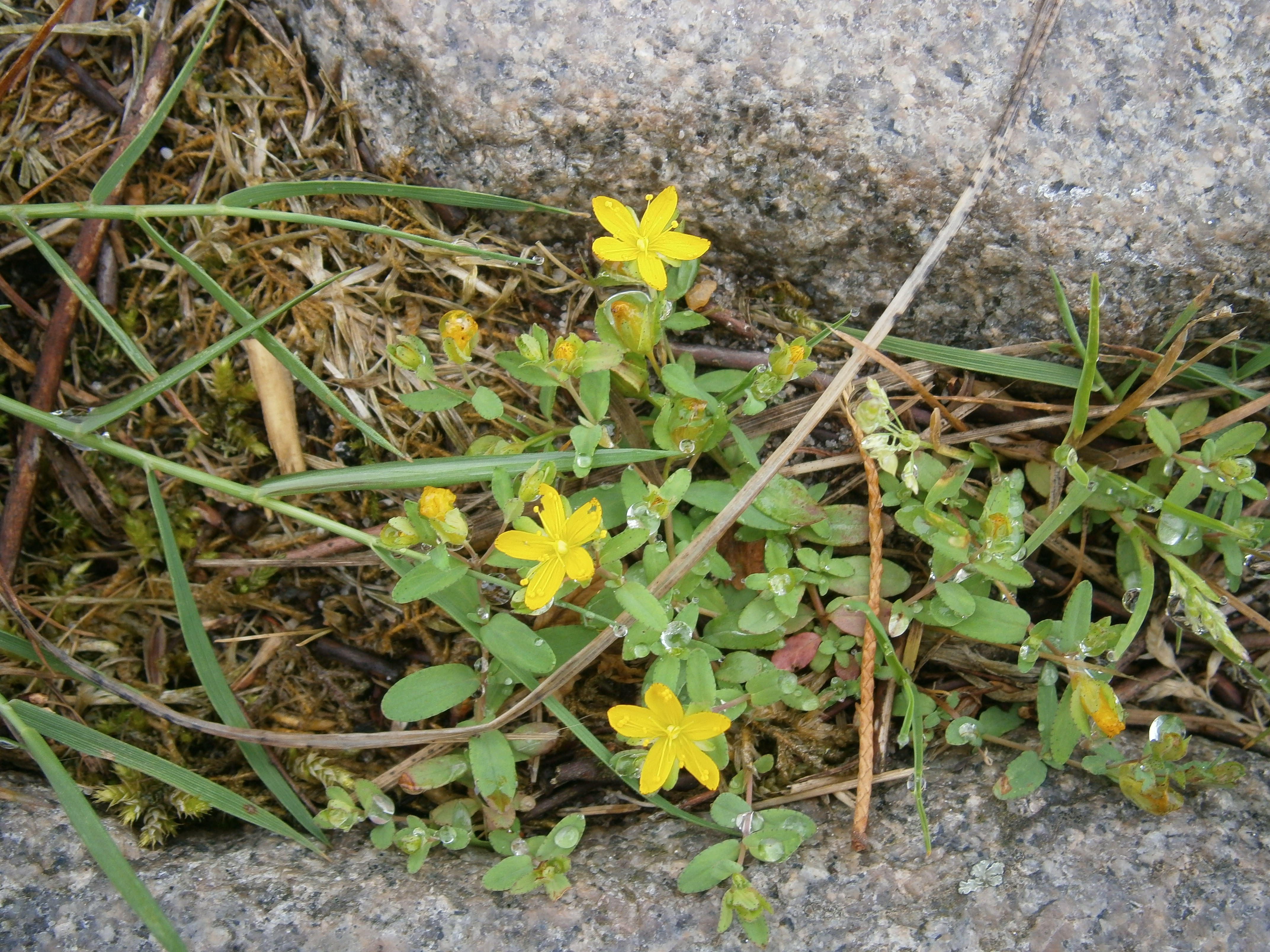
Liggend hertshooi

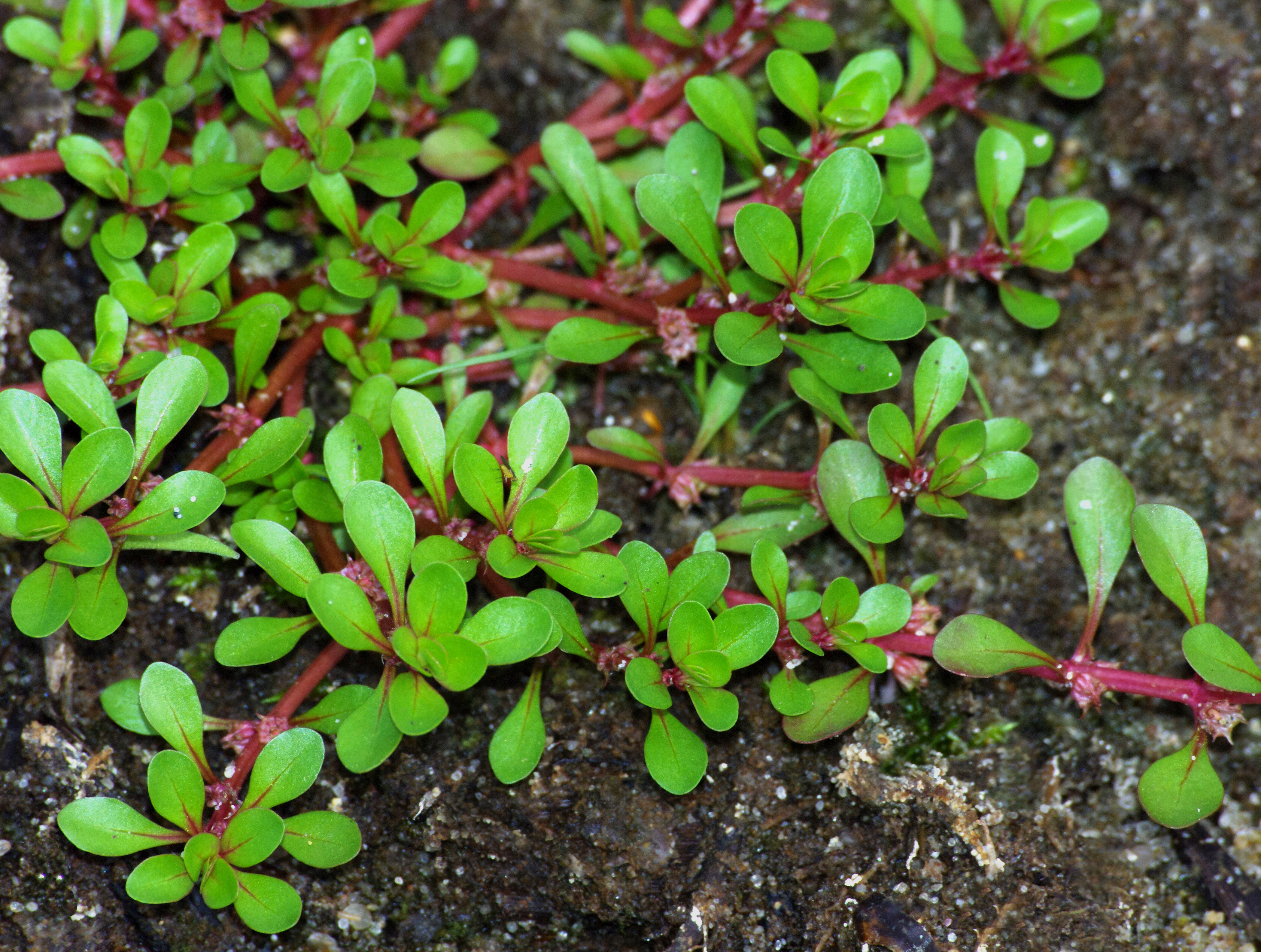
Waterpostelein

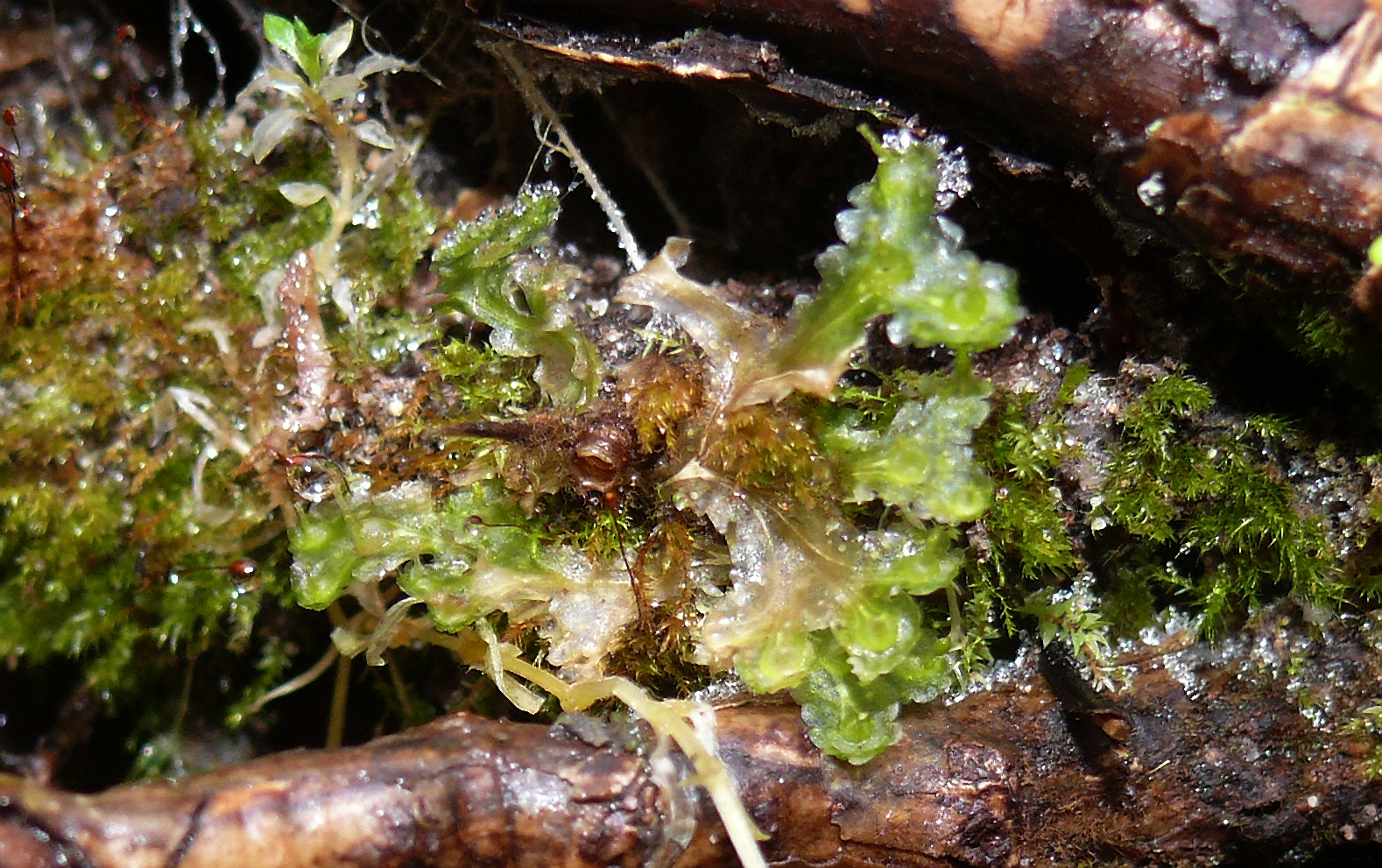
Gewoon broedpeermos

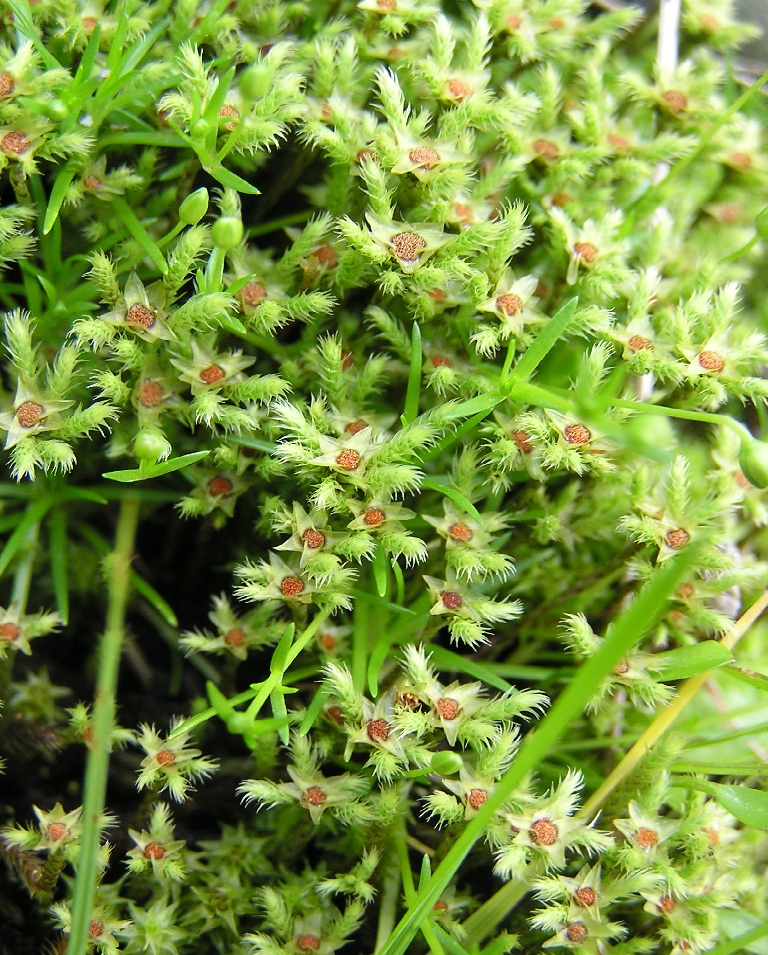
Beekstaartjesmos

Kruidlaag
| Kentaxon | Diff.soort | Abundantie | Triviale naam        | Botanische naam       | Opmerking |
| -------- | ---------- | ---------- | -------------------- | --------------------- | --------- |
| kA       |            | D          | borstelbies          | Isolepis setacea      |           |
| kV       |            | O          | liggend hertshooi    | Hypericum humifusum   |           |
| kV       |            | O          | waterpostelein       | Lythrum portula       |           |
| kV       |            | Z          | dwergbloem           | Centunculus minimus   |           |
| kV       |            | Z          | dwergvlas            | Radiola linoides      |           |
| kO       |            | A          | moerasdroogbloem     | Gnaphalium uliginosum |           |
| kK       |            | A          | greppelrus           | Juncus bufonius       |           |
|          |            | A          | kruipende boterbloem | Ranunculus repens     |           |
|          |            | A          | zomprus              | Juncus articulatus    |           |
|          |            | A          | liggende vetmuur     | Sagina procumbens     |           |
|          |            | F          | witte klaver         | Trifolium repens      |           |
|          | dA         | F          | moerasmuur           | Stellaria uliginosa   |           |
|          |            | F          | gestreepte witbol    | Holcus lanatus        |           |
|          | dA         | O          | waterpeper           | Persicaria hydropiper |           |
|          | dA         | O          | pinksterbloem        | Cardamine pratensis   |           |

Moslaag
| Kentaxon | Diff.soort | Abundantie | Triviale naam       | Botanische naam        | Opmerking |
| -------- | ---------- | ---------- | ------------------- | ---------------------- | --------- |
| kA       |            | O          | rood knikmos        | Bryum pallens          |           |
| kA       |            | O          | vals kortsteeltje   | Pseudephemerum nitidum |           |
| kV       |            | O          | gewoon broedpeermos | Pohlia annotina        |           |
| kV       |            | Z          | flesjesmos          | Blasia pusilla         |           |
| kV       |            | Z          | bolletjespeermos    | Pohlia bulbifera       |           |
|          | dA         | O          | beekstaartjesmos    | Philonotus fontana     |           |